# ルビーレッド

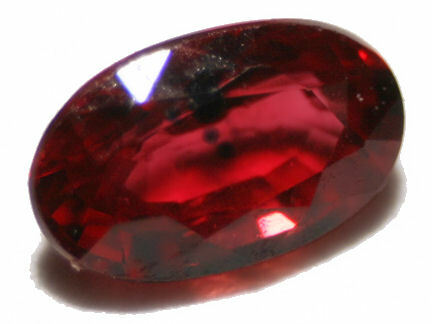
ルビーの宝石

ルビーレッド（またはルビーレツド、英: ruby red）は、色の一つ。
貴石のルビーの色を模した赤紫のこと。和名では紅玉ともいう。
JIS慣用色名では「あざやかな紫みの赤」（略号 vv-pR）と定義している。
1572年に英語の色名として初めて採用された。
ルビーそのものの語源がラテン語の「赤」（rubeus）であり、同じコランダムでも赤以外のものはサファイアに分類されることから、意味が重複した名称とも言える。
鮮やかな紫みを帯びた紅色のルビーは主にミャンマーで採掘されており、同国産ルビーのうち最高等級のものを「ピジョン・ブラッド」（鳩の血）と呼ぶ。これに対して、やや黒っぽいタイ産ルビーは「ビーフ・ブラッド」（牛の血）と呼ぶ。